# La Parisienne (revue)
Pour les articles homonymes, voir La Parisienne.
Ne doit pas être confondue avec le magazine féminin du XXIe siècle La Parisienne.
La Parisienne est une revue littéraire mensuelle proche des Hussards qui a paru à Paris de 1953 à 1958. Dans l'objectif de promouvoir un type d'intellectuel échappant tant à l'influence de Jean-Paul Sartre et des existentialistes qu'à l'idéologie de Louis Aragon et du PCF, sa ligne éditoriale s'est ouverte à toute sorte d'écrivains, y compris des surréalistes et des hommes qui furent engagés aussi bien dans la Collaboration que dans la Résistance.

## Histoire
Trois ans après la Libération, Antoine Blondin, Jacques Laurent et Roger Nimier affirment à travers une série d'articles qui paraîtront jusqu'en décembre 1952 dans La Table Ronde, revue lancée par Jean Lemarchand en janvier 1948 pour le compte des éditions du même nom, une conception nouvelle de l'intellectuel, celle d'un homme se tenant à l'écart des pièges de l'engagement que prône Jean-Paul Sartre et que pratiquent les « compagnons de route ». Cette revendication de liberté d'esprit dans le combat idéologique ouvert par la guerre froide leur vaut d'être surnommés ironiquement par Bernard Frank, chroniqueur de la revue sartrienne Les Temps modernes, de « Hussards », cavaliers d'un autre temps.
Dans le but initial de donner une voix à ces Hussards et de rassembler leurs soutiens, La Parisienne est fondée  en janvier 1953 par Cécil Saint-Laurent avec les revenus qu'ont procurés à celui-ci les ventes de la série de ses romans Caroline. Elle reçoit pour encouragement de Cocteau un dessin qui sert d'illustration de la couverture.
Domiciliée 1 avenue de Tourville puis 3 rue de Monttessuy, à proximité de Saint Germain des Près, elle livrera cinquante deux numéros, dont les deux derniers furent doubles, jusqu'en mars-avril 1958. L'impression de l'in-octavo se fait dans la banlieue sud, à Fontenay-aux-Roses, sous les presses de la S.A.I. Bel. La distribution se fait en librairie, en particulier dans celle de Caroline Tachon.
À partir de 1954, le mensuel est relayé par l'hebdomadaire Arts et lettres dans sa défense et illustration de la « jeune droite littéraire ». À la fin de cette année, le développement est suffisant pour rémunérer un rédacteur en chef. Ce sera François Sentein, chroniqueur de Rivarol. L'année suivante, la revue absorbe la Gazette littéraire. En 1956, François Nourissier, protégé de Dominique Aury et représentant de Jean Paulhan aux Éditions Denoël, politiquement plus consensuel, prend la direction de la rédaction.
En 1959, les collaborateurs de La Parisienne, une fois celle-ci liquidée, se retrouvent dans la revue Arts, fondée en 1952 par Georges Wildenstein, et y prolongent leur projet d'une sorte de panorama concurrent ou complémentaire de la nouvelle NRF.
Les principaux textes que Jacques Laurent publia dans La Parisienne ont été rassemblés dans un ouvrage intitulé Les années 50. La chronique Critique littéraire qui tenait Raymond Guérin a été publiée dans un recueil intitulé Humeurs

## Contributeurs
Les Grognards
Marcel Aymé, Jacques Chardonne, André Fraigneau, Jean Giono, Thierry Maulnier, François Mauriac, Henry de Montherlant, Paul Morand.
Les Hussards
Antoine Blondin, Michel Déon, Stephen Hecquet, Jacques Laurent, Roger Nimier.
Jeunes talents
Guy Dupré, François Nourissier, Jean d’Ormesson, Louis Pauwels, Maurice Pons, Françoise Sagan, Jacques Sternberg, Boris Vian, Gabriel Veraldi.
Autres romanciers et poètes
Raymond Abellio, Marcel Arland, Alexandre Arnoux, Jacques Audiberti, Gottfried Benn, Joe Bousquet, Albert Camus, Charles-Albert Cingria, Lise Deharme, Etiemble, Jean Follain, Julien Green, Raymond Guérin, Marcel Guersant, Valentine Hugo, Élise Jouhandeau, Marcel Jouhandeau, Ernst Jünger, Paul Léautaud, Gabriel Mourgue, Roger Peyrefitte, André Pieyre de Mandiargues, André de Richaud, Henri-Pierre Roché, Jules Romains, Jules Roy, André Salmon, Pierre Seghers, René de Solier, Louise de Vilmorin...
Essayistes
Gaston Bachelard, Emmanuel Berl, Maurice Martin du Gard, Christian Millau, Jean-François Revel, Romi, Paul Sérant.
Journalistes et éditeurs
Gisèle d'Assailly, Dominique Aury, Françoise Giroud, Bernard Grasset, Marcel Haedrich, Pierre Lazareff, Jacques de Ricaumont, Alexandre Vialatte.
Cinéastes et peintres
Charlie Chaplin, Jean Cocteau, Salvador Dalí, Albert Flocon, Éric Rohmer, Raymond Rouleau, François Truffaut.

## Auteurs publiés
Nicolas Berdiaeff, Pierre Drieu la Rochelle, Max Jacob, Marcel Proust, Raymond Radiguet, Alexeï Remizov.